# Cepora nerissa
Cepora nerissa, também conhecida por gaivota-comum, é uma borboleta de pequeno a médio porte da família Pieridae, ou seja, as amarelas e brancas, que são nativos do Sri Lanka, Índia, China, Sudeste Asiático e Indonésia.

## Larva
Alimentam-se de Capparis (Thwaites) Em Pune, parecem preferir apenas Capparis zeylanica.

## Subespécies
Subespécies são:
- C. n. cibyra (Fruhstorfer, 1910) (Taiwan)
- C. n. coronis (Cramer, 1775) (China)
- C. n. corva (Wallace, 1867) (Java)
- C. n. dapha (Moore, 1879) (Myanmar central, de Myanmar oriental até à Tailândia, Malaya peninsular do norte, Langkawi)[5]
- C. n. dissimilis (Rotschild, 1892) (Bali)
- C. n. evagete (Cramer, 1775) (Sri Lanka, Sul da India)
- C. n. lichenosa (Moore, 1877) (Andamans)
- C. n. nerissa (Fabricius, 1775) (norte do Vietname, sul da China)[6]
- C. n. phryne (Fabricius, 1775) (de norte da Índia até oeste da Birmânia)
- C. n. physkon (Fruhstorfer, 1910) (Lombok)
- C. n. sumatrana (Hagen, 1894) (Sumatra)
- C. n. vaso (Doherty, 1891) (Sumbawa)
- C. n. yunnanensis (Mell, 1951) (Yunnan)